# Ямницкая сельская община
Ямницкая сельская общи́на (укр. Ямницька сільська громада) — территориальная община в Ивано-Франковском районе Ивано-Франковской области Украины.
Административный центр — село Ямница. В составе общины выделены пять старостинских округов (Павловский, Селецкий, Тязевский, Рыбненский и Майданский).
Население составляет 8565 человек. Площадь — 126,59 км².

## Населённые пункты
В состав общины входят 7 сёл:
- Ямница
- Павловка
- Селец
- Тязев
- Рыбное
- Майдан
- Новая Гута